# Montaut (Ariège)
Montaut (okzitanisch gleichlautend) ist eine französische Gemeinde mit 694 Einwohnern (Stand 1. Januar 2022) im Département Ariège in der Region Okzitanien. Sie gehört zum Arrondissement Pamiers und zum Kanton Portes d’Ariège. Bis ins 19. Jahrhundert hieß die Gemeinde Montaut-de-Crieu. 

## Lage
Die Gemeinde liegt rund acht Kilometer nördlich von Pamiers. Das Gemeindegebiet wird vom Flüsschen Galage durchquert, an der westlichen Grenze verläuft der Crieu, im Osten der Estaut.
Nachbargemeinden sind Saverdun im Nordwesten, Mazères im Norden, Gaudiès im Osten, Trémoulet und Le Carlaret im Südosten Pamiers im Süden, Villeneuve-du-Paréage im Südwesten und Bonnac und Le Vernet im Westen.
Weiler in der Gemeindegemarkung heißen Balayer, Couzinet, Commelongue, Crieu, Janissou, Hôpital, Lansac, Ourran, Peyroutet, Vernou und Vernezes.

## Bevölkerungsentwicklung
| Jahr                       | 1962 | 1968 | 1975 | 1982 | 1990 | 1999 | 2008 | 2015 |
| -------------------------- | ---- | ---- | ---- | ---- | ---- | ---- | ---- | ---- |
| Einwohner                  | 782  | 646  | 551  | 538  | 554  | 582  | 674  | 710  |
| Quellen: Cassini und INSEE |      |      |      |      |      |      |      |      |